# Terytorium Nowego Meksyku

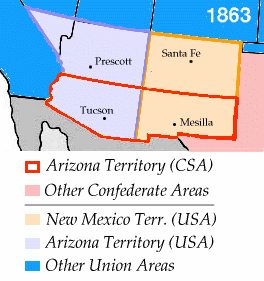
Terytorium Arizony wyodrębnione podczas wojny secesyjnej w 1863 roku.

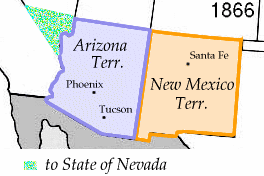
Na przyłączonym do Nevady obszarze znajduje się dziś m.in. Las Vegas

Terytorium Nowego Meksyku – terytorium zorganizowane USA, powstałe 9 września 1850 roku.
Niemal cała zachodnia część Terytorium Nowego Meksyku należała do Meksyku, który utracił około połowy swojego terytorium w wyniku przegranej wojny (traktat z Guadalupe Hidalgo). Kierowano się kompromisem 1850 roku. Ponadto w 1853 dokonano zakupu Gadsdena – obecnie większość tego terytorium należy do Arizony.
Po powstaniu 28 lutego 1861 roku Terytorium Kolorado przejęło mały północny fragment. Obszar, z którego 24 lutego 1863 roku Kongres Skonfederowanych Stanów Ameryki wyodrębnił Terytorium Arizony nazywany jest też hrabstwem Santa Ana. Jego granice obejmowały całe południe współczesnej Arizony i Nowego Meksyku.
Terytorium było drogą łączącą Kalifornię z pozostałymi stanami Unii podczas wojny secesyjnej. Osadnicy z Gadsena chętnie przyłączyli się do Skonfederowanych Stanów Ameryki. Odbyła się tu bitwa pod Glorieta Pass zwana też zachodnim Gettysburgiem. W jej wyniku rząd federalny Północy zapanował nad Terytorium Arizony, dotąd należącą od Konfederacji, i zmienił jej granicę na zbliżone do współczesnych.
Po wojnie, w 1866 okolice współczesnego Las Vegas przeniesiono do Nevady. Po tym wszystkim Terytorium Nowego Meksyku i Terytorium Arizony przyjęły granice niezmienione do dziś.
6 stycznia 1912 r. Nowy Meksyk został przyjęty do USA jako czterdziesty siódmy stan.
14 lutego 1912 Arizona została czterdziestym ósmym stanem. Ostatnim, w kontynentalnym obszarze kraju. Następne były eksklawy: Alaska i Hawaje.